# Sandra Sumang Pierantozzi
Sandra Sumang Pierantozzi (Koror, 9 d'agost de 1953) és una política de la República de Palau. Va exercir de vicepresidenta del país des del 19 de gener del 2001 fins al 1r de gener del 2005. Pierantozzi va ser derrotada per Camsek Chin a les eleccions vicepresidencials del 2 de novembre del 2004, obtenint només el 28,9% dels vots. És cònsol honorària de la República Txeca a Palau.

## Biografia
Pierantozzi va néixer a Palau i és llicenciada per la Universitat Estatal de San Diego, la Universitat de Hawaii i la Union College de Lincoln (Nebraska).
A Palau ha estat ministra d'hisenda, senadora, vicepresidenta i ministra de sanitat, ministra d'estat, i ha exercit de senadora durant 6 mesos al lloc vacant que va deixar la difunta senadora Kathy Kesole, que va morir a l'octubre de 2015. El desembre de 2015 es van celebrar les eleccions especials on Sandra Pierantozzi es va convertir en senadora.